# Scheunenhofviertel

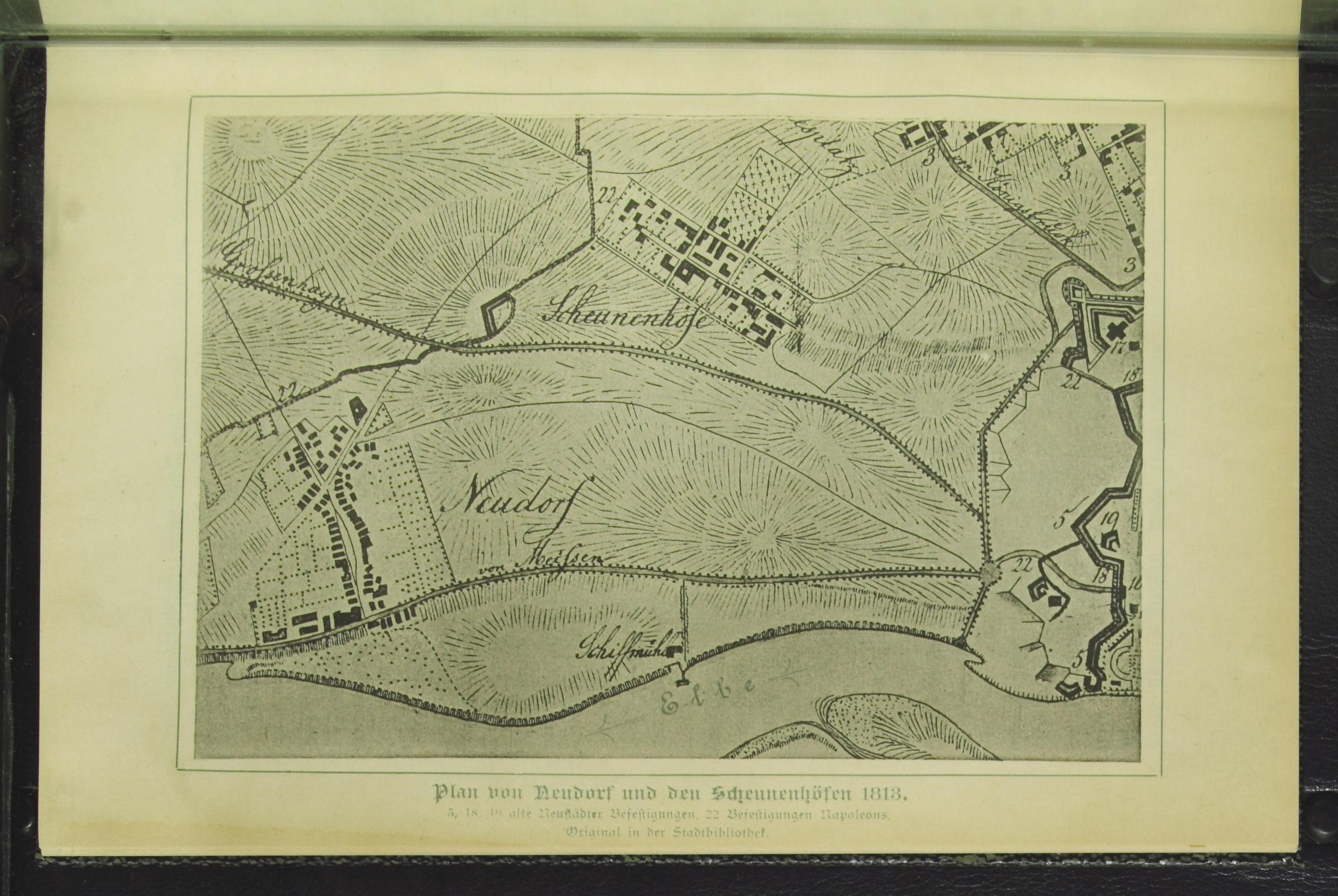
Plan von Neudorf und den Scheunenhöfen 1813

Das Scheunenhofviertel ist ein Stadtviertel im Dresdner Stadtteil Leipziger Vorstadt.

## Geografie

Lage des Scheunenhofviertels und des Inneren Neustädter Friedhofs in Relation zum Leipziger und zum Schlesischen Bahnhof 1852

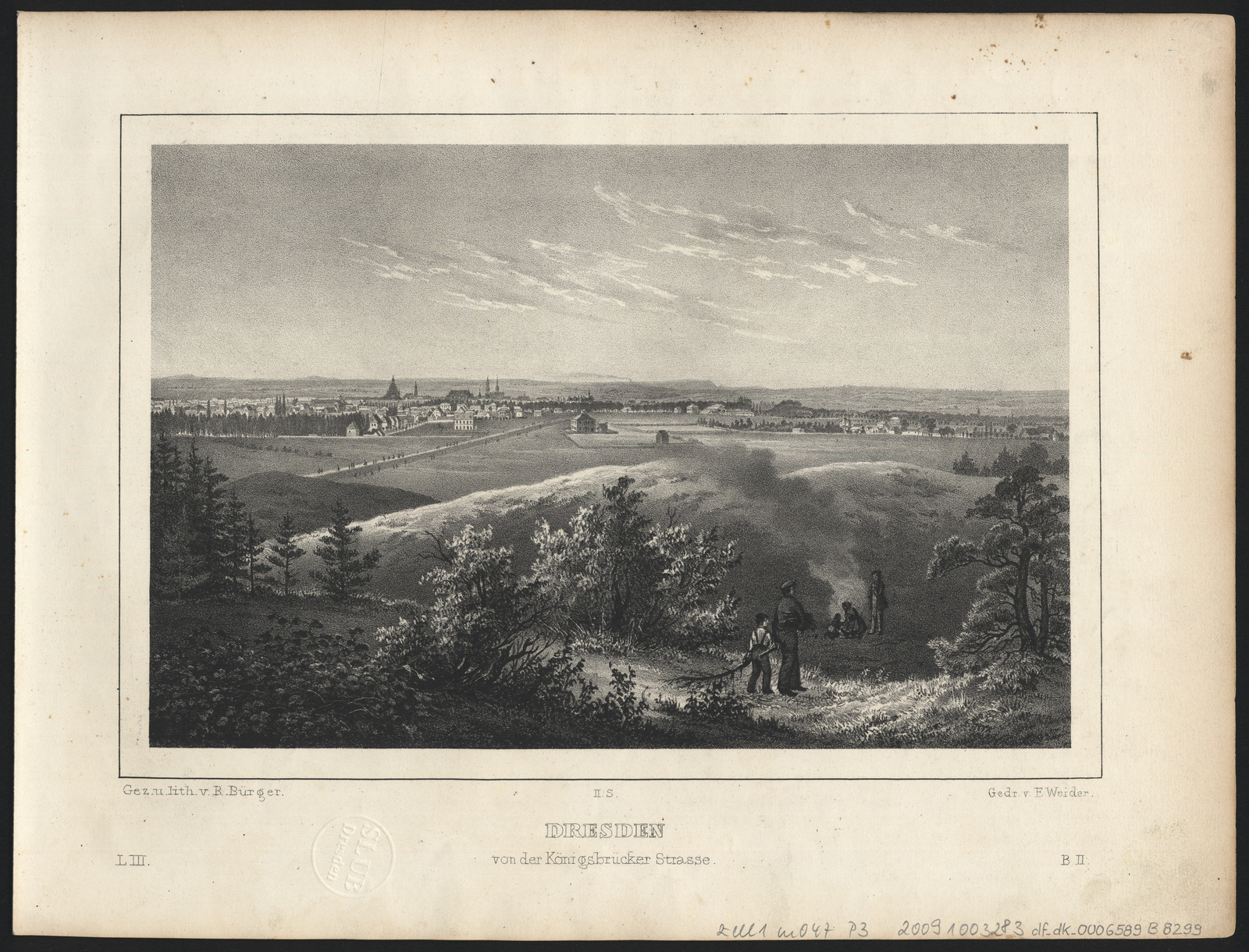
Ansicht der namengebenden Scheunen rechts im Bild, links davon die Bäume des Neustädter Friedhofs. Lithografie von Robert Bürger, um 1840

Das Scheunenhofviertel ist begrenzt von den Bahnanlagen der stark bogenförmig von Süden nach Norden verlaufenden und vom Bahnhof Dresden-Neustadt ausgehenden Leipzig-Dresdner Eisenbahn sowie von der Hansastraße im Westen. Markante Straßen und Plätze begrenzen das Viertel im Osten mit Bischofsplatz und Dammweg sowie im Norden mit der Gutschmidstraße. Im Nordosten (jenseits des Bischofsplatzes) grenzt das Hechtviertel an, im Osten (hinter dem Dammweg) die Äußere Neustadt, westlich der Hansastraße liegt Neudorf.
Das Gebiet enthält den Inneren Neustädter Friedhof und das sogenannte Drewag-Gelände. Im nördlichen Teil der Rudolfstraße befindet sich der topografisch tiefste Punkt der Neustadt, die sogenannte Telle (Senke), und ist als Teil eines ehemaligen Elbarms als grundwasserüberschwemmungsgefährdeter Bereich ausgewiesen. Im Westen des Scheunenhofviertels, zwischen Hansastraße und Rudolf- bzw. Friedensstraße, befinden sich kleinere Schrebergartenanlagen (Kleingartenvereine „Friedenseck“ und „Stille Rast“).

## Geschichte
Das Scheunenhofviertel entstand nach dem großen Brand von Altendresden 1685 im letzten Viertel des 17. Jahrhunderts. Das Viertel befand sich während dieser Zeit jenseits der Dresdner (damals Altendresdner) Stadtmauern. Die leicht brennbaren Scheunen wurden aus Gründen des Brandschutzes aus dem Stadtgebiet etwa 1 km vor die Stadttore an die Radeburger Landstraße verlagert. Von diesen ersten Gebäuden des Viertels ist nichts mehr erhalten. Sie gruppierten sich um die spätere Rudolfstraße herum. Im Jahr 1732 wurde der Innere Neustädter Friedhof im Rahmen des etwa 70 Jahre dauernden Wiederaufbaus der abgebrannten Stadt aus der Inneren Neustadt ausgelagert. Er musste genauso wie die Stadtkirche der Verbreiterung der Hauptstraße weichen, die zu einer Prachtstraße der Neuen Königsstadt (kurz Neustadt) ausgebaut wurde. Teilweise wurden ältere Grabstätten an den neuen Ort verbracht. Der Friedhof wird bis heute genutzt und enthält bedeutende Grabmale sowie Architekturdenkmale.

„Als Altendresden im August 1685 durch Brand fast gänzlich zerstört worden war, erhielten die in der Stadt wohnenden Feldbesitzer zum Wiederaufbau ihrer Scheunen einen weit außerhalb des Walles an der Großenhainer Straße gelegenen Platz angewiesen. Neben den Scheunen errichtete man bald auch Wohn- und Wirtschaftsgebäude, und so entstanden die Scheunenhöfe, die 1698 katastriert (in das Kataster eingetragen) wurden. 1874 finden sie sich im Adreßbuch zum letztenmal aufgeführt. Seitdem haben sie, bis auf wenige Häuser, neuentstandenen Straßen weichen müssen.“

Dazu kam im 19. Jahrhundert das Städtische Gaswerk Dresden-Neustadt, das von 1865 bis 1923 betrieben wurde. Bis 2007 wurde es vom städtischen Energieversorger Drewag als Leitwarte Gas genutzt.

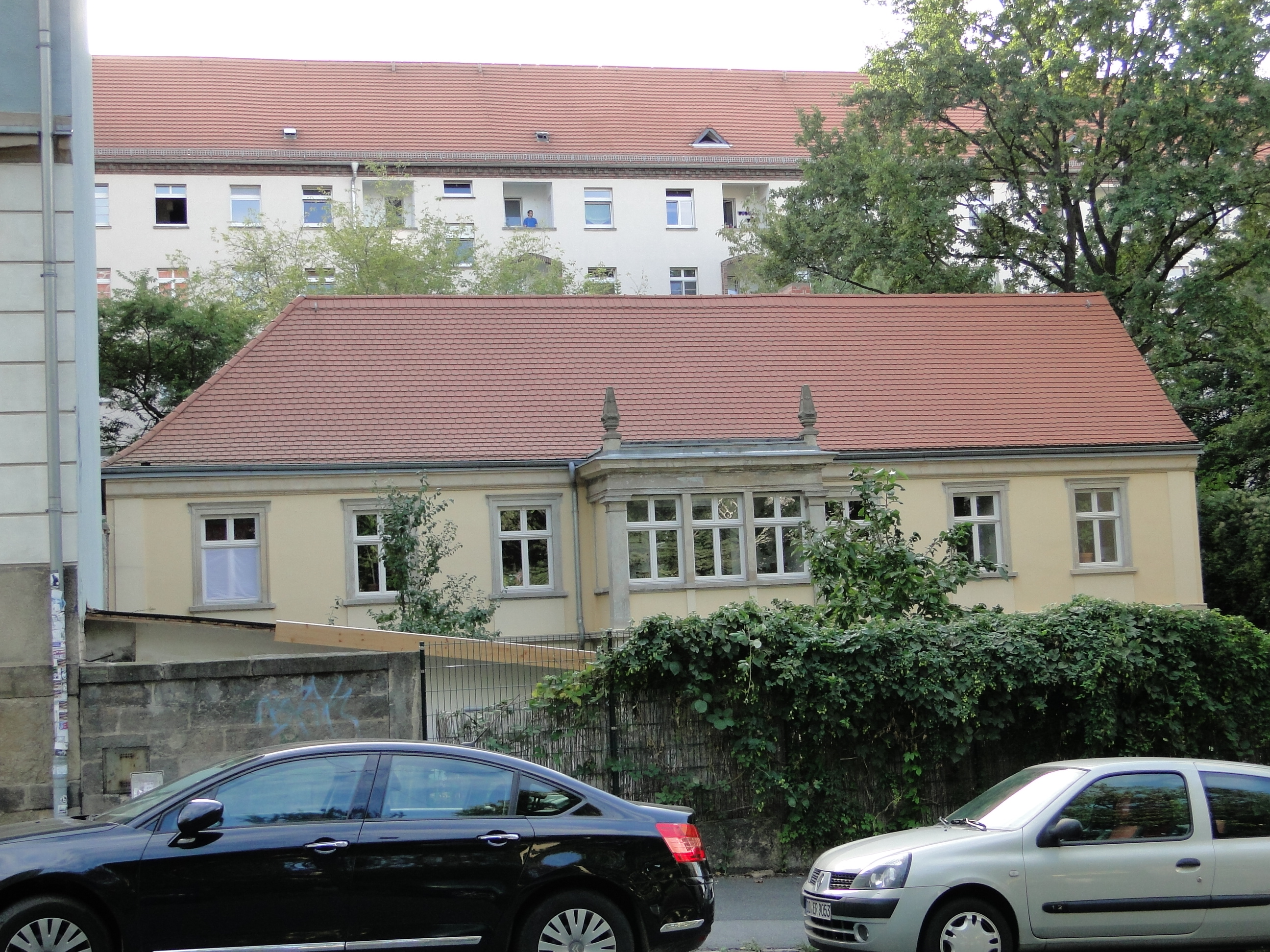
Mutmaßlich ältestes Wohngebäude im Scheunenhofviertel Rudolfstraße 9

Die Architektur ist heute hauptsächlich von Wohnbauten aus dem letzten Viertel des 19. Jahrhunderts geprägt. Vereinzelt finden sich Gebäude mit Jugendstilelementen (z. B. auf der Rudolfstraße). Geplant wurde diese Bebauung um 1870. Neu entstand in diesem Zeitraum die Bebauung um die Helgolandstraße, Conradstraße, Gutschmidstraße und Fritz-Reuter-Straße, zwischen Fritz-Hoffman-Straße und Lößnitzstraße, an der Westseite der Friedensstraße sowie vereinzelt auf der Rudolfstraße. Der Zwickel zwischen der Fritz-Reuter-Straße und der Conradstraße nördlich des Inneren Neustädter Friedhofs wurde als Bischofsplatz angelegt. Die alten Scheunen wurden in dieser Zeit nach und nach abgerissen und durch mehrstöckige Wohngebäude ersetzt.
Auffällig an neueren Bebauung speziell der Rudolfstraße ist, dass das Erdgeschossniveau sehr weit oben etwa auf Höhe des ersten Stocks liegt, und dass die Kellerräume ebenerdig sind. Auch die in den 1920er- und 1930er-Jahren hinzugekommenen Gebäude des genossenschaftlichen sozialen Wohnungsbaus weisen diese Struktur auf. Die Gründe dafür sind nicht mehr aus den Bauakten nachvollziehbar, die Anlage der Haustüren mit darüberliegendem Fenster lassen aber darauf schließen, dass das Verfüllen der Telle, des topografisch tiefsten Punktes der Neustadt, und die Höherlegung des Straßenniveaus geplant war.

## Kultur
Nach der Wende gab es ab 1989 bis Mitte der 2010er Jahre viele kulturelle Orte im Scheunenviertel. Von 1991 bis 2013 gab es das Kino Casablanca auf der Friedensstraße. Aus einer Hausbesetzung entstand das Conni 18 auf der Conradstraße. Es wurde Mitte der 1990er Jahre von Neonazis überfallen und durch Brandstiftung zerstört. Der Verein zog anschließend auf die Rudolf-Leonard-Straße 39 im Hechtviertel.  Ein Veranstaltungsort für Lifemusik war der Club Sprungschanze auf der Rudolfstraße 13 b. Ein weiterer Veranstaltungsort war der Eckladen der Rudolfstraße 7. Eine der wenigen Kneipen im Scheunenhofviertel war die seit der DDR-Zeit bestehende Gaststätte Goldener Pfeil. Über diese Lokalität und ihre Besucher drehten Julius Günzel und Konrad Hirsch, der Sohn von Ernst Hirsch, im Jahr 2006 einen 90-minütigen Dokumentarfilm. Seit 2014 ist die Gaststätte geschlossen. Zwischen 2008 und 2011 fand auf der Ottostraße das nichtkommerzielle Ottostraßenfest als einziges Stadtteilfest des Scheunenhofviertels statt.

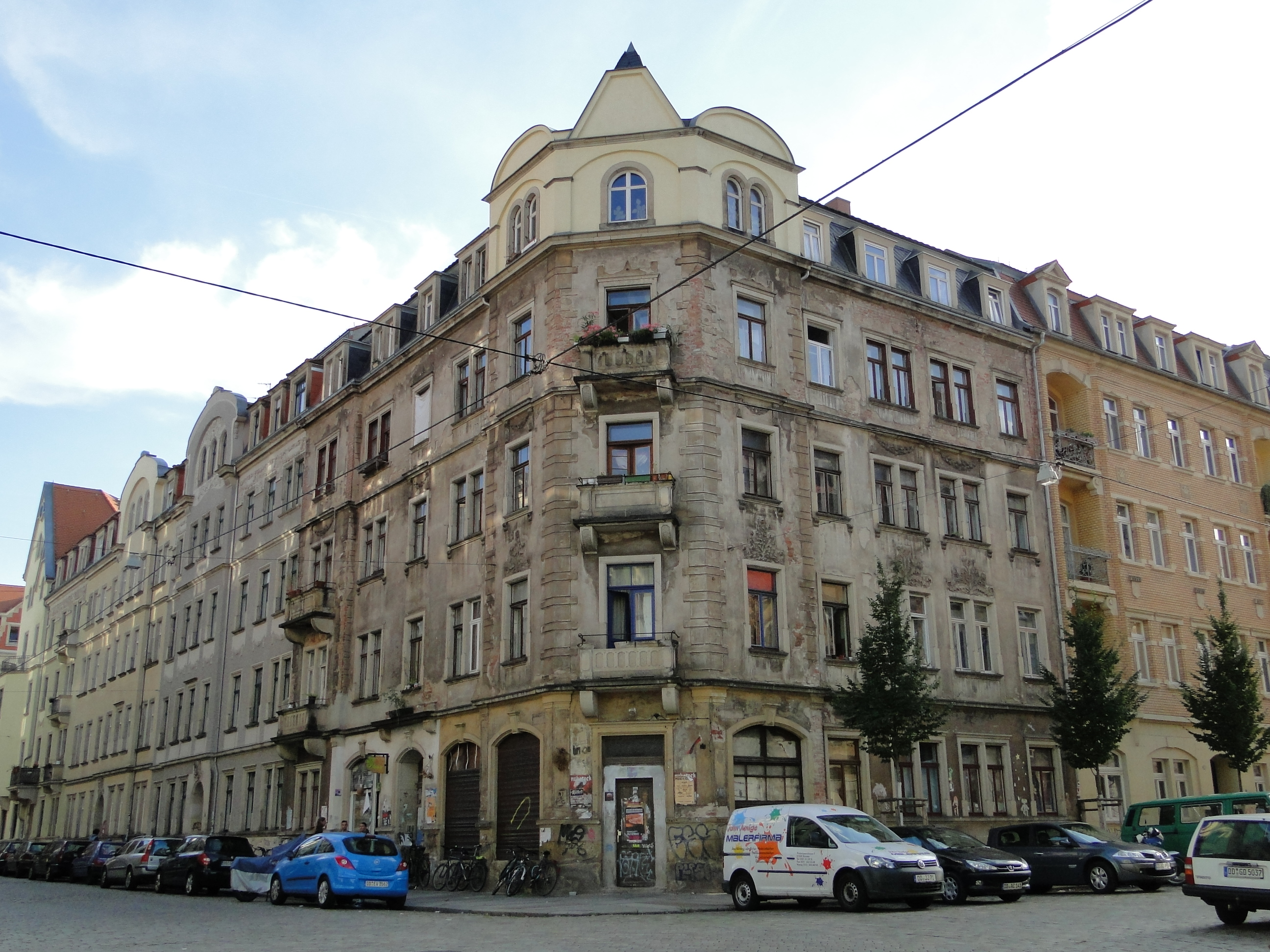
Rudolfstraße 7 mit Eckladen, Dresden

Das Scheunenhofviertel ist seit 2007 Objekt städtischer Aufwertungskampagnen, teilweise mit Bürgerbeteiligung. Im Rahmen dieser Aktivität wurden Freiflächen, Brachen und Plätze neugestaltet.
Nachdem die städtische Energieversorgung das Gelände auf der Lößnitzstraße 14 verlassen hatte, mieteten sich auf dem Drewag-Gelände Künstler und Akteure der Kreativwirtschaft ein, die als loser Verbund unter dem Namen LÖ14 auftraten. Sie veranstalteten seit 2012 öffentliche Frühlings- und Herbstwerkstätten. Seit 2011 wird das Areal von Altlasten wie Teergruben und Gasbehältern befreit und mit Wohneigentum, einem Spielplatz und einer Schule bebaut. Den Kreativen wurde gekündigt.